# Sinagoga Montefiore di Ramsgate

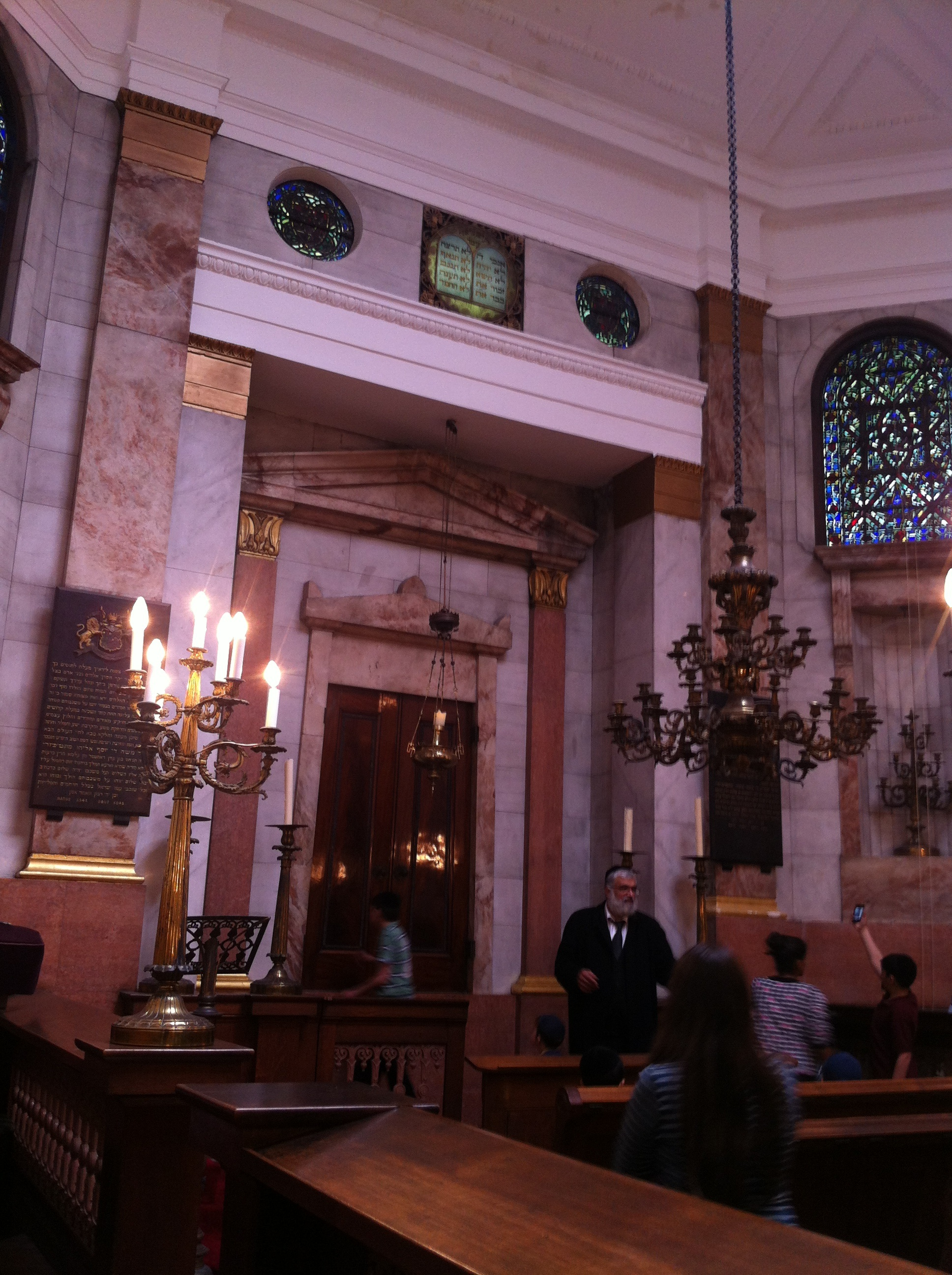
L'interno

La sinagoga Montefiore di Ramsgate, costruita nel 1833, di rito sefardita, è la sinagoga privata che sir Moses Montefiore eresse nella sua proprietà di campagna a Ramsgate. In stile neoclassico, è una delle più antiche sinagoghe di tutta l'Inghilterra. Accanto sir Montefiore vi fece costruire la propria tomba di famiglia.

## Storia e descrizione
Era nella tradizione delle famiglie aristocratiche inglesi del tempo di costruire una cappella privata nelle loro proprietà. Così fece anche sir Moses Montefiore, il famoso filantropo ebreo, dopo che nel 1831 ebbe acquisito la proprietà a Ramsgate, al tempo una località balneare di gran moda. La villa (East Court) ora è scomparsa, ma la sinagoga si è preservata e con essa la tomba di famiglia dei Montefiore. E l'unico esempio conosciuto nel Regno Unito di una sinagoga costruita su un terreno privato.
L'edificio della sinagoga sorge su un poggio che si affacciava sui giardini della villa. È un esempio di stile neoclassico "Regency". Il progetto fu disegnato dal cugino di Montefiore David Mocatta; era la prima sinagoga in Inghilterra costruita da un architetto ebreo.
Mocatta ideò un edificio in muratura intonacato, a pianta rettangolare con angoli inclinati e abside semicircolare ad ospitare l'arca santa. Il piccolo vestibolo contiene la scala che conduce al matroneo. La facciata presenta un orologio, particolare insolito nell'architettura sinagogale. L'orologio porta il motto: "Il tempo vola, la virtù sola rimane". Lo stemma dei Montefiore è stato apposto successivamente sulla facciata.
L'interno è sovrastato da una cupola ottagonale con lanterna ad ammettere la luce del giorno, e una finestra sopra l'Arca Santa. Originariamente era tutto intonacato di bianco. Il marmo rosa, grigio e panna e le pareti di granito e gran parte dei mobili sono stati aggiunti dagli eredi di Montefiore nel 1912. I mobili in rovere e i supporti in ferro della galleria sono del 1933, così come le due finestre a vetrate.
La sinagoga conserva i lampadari originali. Nella galleria si conserva il sedile originale di Lady Montefiore, mentre il sedile di Sir Moses è al piano terreno.
Per i servizi liturgici Moses Montefiore si attenne alle norme sefardite della sinagoga Bevis Marks di Londra, alla quale apparteneva.
Oggi la sinagoga non è normalmente aperta per il culto pubblico, tranne che in occasioni speciali.

## La tomba di famiglia dei Montefiore

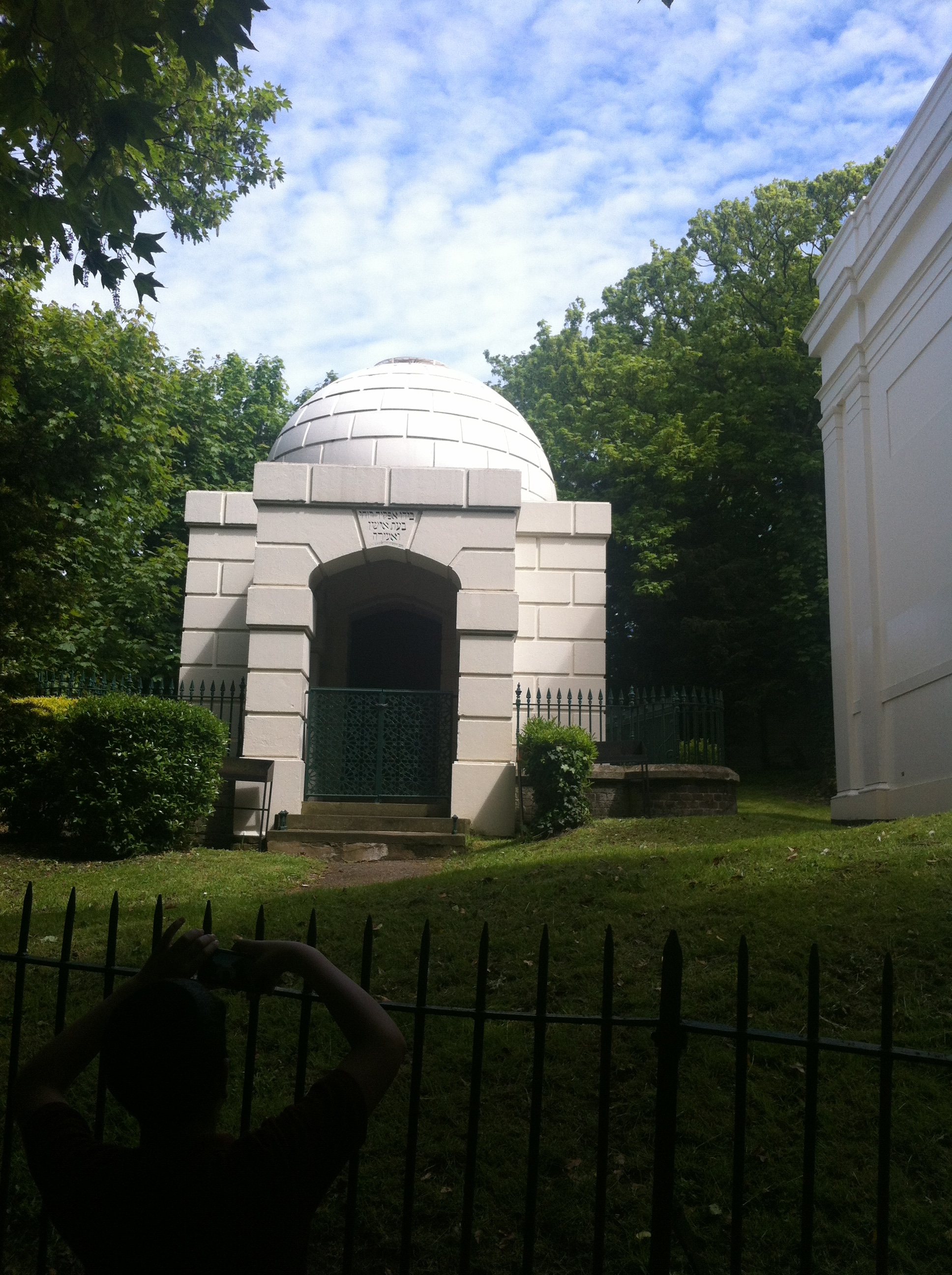
Il mausoleo Montefiore

Accanto alla sinagoga è la tomba di famiglia, che Moses Montefiore fece costruire nel 1862 alla morte della moglie. Essa è oggi l'ultima dimora di Sir Moses e Lady Judith Montefiore. Si tratta di una replica della tomba di Rachele, sulla strada da Gerusalemme a Betlemme, che nel corso di una visita nel 1841 nel Levante Montefiore aveva ottenuto dall'Impero Ottomano il permesso di restaurare.
Come la tomba di Rachele, il mausoleo Montefiore è un cubo sormontato da una cupola, con un portico ad arco. L'interno, pavimentato a piastrelle, ha un lucernario in vetro colorato, ma nessun'altra decorazione. Le due tombe sono contrassegnate da identiche lapidi in marmo di Aberdeen. Al di là della tomba è collocato su un basamento un piccolo pilastro di pietra di basalto di Galilea, che i Montefiore si erano portati dal Levante.